# Baiada
Baiada (em árabe: اﻟﺒﻴﺎﺿﺔ; romaniz.: Bayadha) é uma cidade e comuna localizada na província de El Oued, Argélia. Segundo o censo de 2008, a população total da cidade era de 32 926 habitantes.